# Козловецкий, Адам
Адам Козловецкий (пол. Adam Kozłowiecki; 1 апреля 1911, Гута-Комаровска, Польша — 28 сентября 2007, Лусака, Замбия) — польский и замбийский кардинал, иезуит. Титулярный епископ Диосполи низшего и апостольский викарий Лусаки с 4 июня 1955 по 25 апреля 1959. Архиепископ Лусаки с 25 апреля 1959 по 29 мая 1969. Титулярный архиепископ Потения-ин-Пичено с 29 мая 1969 по 21 февраля 1998. Кардинал-священник с титулом церкви Сант-Андреа-аль-Квиринале с 21 февраля 1998. 

## В период Второй мировой войны
10 ноября 1939 года — арестован гестапо, заключен в тюрьму в Кракове.
В июне 1940 года отправлен в немецкий концентрационный лагерь Освенцим.
С декабря 1940 года содержался в лагере Дахау. Освобождён 29 апреля 1945 года.